# Sveriges ambassad i Jerevan
Sveriges ambassad i Jerevan är Sveriges diplomatiska beskickning i Armenien som är belägen i landets huvudstad Jerevan. Beskickningen består av en ambassad och en beskickningschef utsänd av Utrikesdepartementet (UD). Ambassadör sedan 2020 är Patrik Svensson.

## Beskickningschefer
| Namn             | Period    | Funktion          | Ackreditering                               |
| ---------------- | --------- | ----------------- | ------------------------------------------- |
| Hans Gunnar Adén | 2006–2010 | Ambassadör        | Placerad i Stockholm.                       |
| Diana Janse      | 2010–2014 | Ambassadör        | Sidoackrediterad från ambassaden i Tbilisi. |
| Martina Quick    | 2014–2018 | Chargé d’affaires | Sidoackrediterad från ambassaden i Tbilisi. |
| Ulrik Tideström  | 2018–2020 | Chargé d’affaires | Sidoackrediterad från ambassaden i Tbilisi. |
| Patrik Svensson  | 2020–     | Ambassadör        |                                             |